# ابن عبدالبر اندلسی

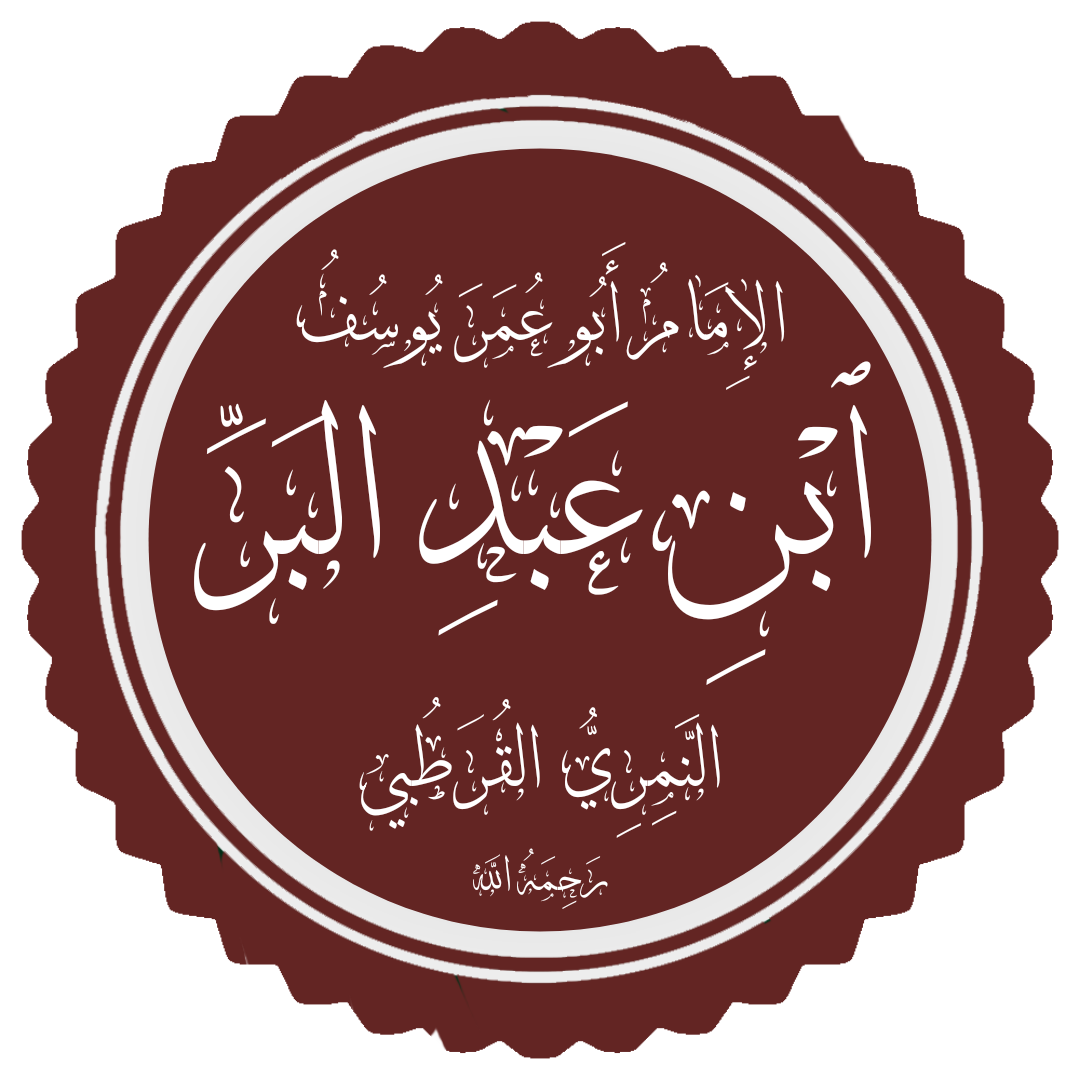
تصویری منقش به نام ابن عبدالبر

ابوعمر یوسف بن عبدالله بن محمد بن عبدالبر ابن عاصم نَمری (۳۶۸–۴۶۳ق/ ۹۷۸–۱۰۷۱م) فقیه، محدث، تاریخ‌نگار و ادیب اندلسی است.

## زندگی
او را نمری خوانده‌اند چون نسبش به نمر بن قاسط ابن افصی بن دعمی بن حَدیلة بن اسد بن ربیعة بن نزاز می‌رسد.در قرطبه زاده شد و در همان‌جا رشد کرد. پدرش از فقیهان قرطبه بود و او در ۱۸ سالگی پدر را از دست داد. در قرطبه به فراگیری پرداخت.

## اساتید او
ابوالولید ابن فَرَضی، ابوعمر طَلْمَنَکی، قاسم بن اصبغ بیانی که نزد او حدیث خواند، ابوعمر ابن مکوی، سعید بن نصر، احمد بن فتح تاجر، احمد بن قاسم تاهرتی بزاز که کتابهای محمد بن جریر طبری را به نامهای صریح السنة، التبصیر و فضائل الجهاد، نزد او خواند، قاضی ابن صفار و ابن جسور که ذیل المذیل را نزد او خواند

## مذهب
ابن عبدالبر در آغاز ظاهری مذهب بود، سپس مالکی شد و گاه در پاره‌ای از مسائل به فقه شافعی می‌گرایید. او چندان به درس و پژوهش اهتمام ورزید که پس از چندی از دیگر پیشینیان اندلسی خود پیشی گرفت

## آثار
فقط برخی از آثار او عبارتند از:
مجموعه جامع اسماء صحابه یا الاستعیاب فی معرفة الاصحاب: در این کتاب هر فردی را که حتی یک بار در زندگی خود با پیامبر اسلام ملاقات کرده‌است، فهرست کند.
جامع بیان العلم و فضل.
- الاجویبه الموئبه (جواب جامع).
- العقل و العقلة (عقل و صاحبان خرد)
- اشعار ابی الاطهیه («اشعار ابوالاطهیه»);
- البیان فی تلاوت القرآن («شرح در مورد تلاوت قرآن»).
- الفرائد («قوانین ارث»)
- الاکتفا فی قرائت نافع و ابی عمرو (قناعت در نافع و قرائت ابوعمرو).
- «الانبهة عن قبائل الروحة» («توجه به نامگذاری قبایل راویان»).
- الانصاف فی اسماءالله
- الانتقاء فی فضائل الثالثات الائمة الفقاهة مالک و شافعی و ابی حنیفه («محاسن سه امام بزرگ فقیه: مالک، شافعی، و ابوحنیفه").
- الاستذکار لی مذهب علما الامصار فیما تداممنه الموطة من معانی الرأی و الاثار در مواتة مالک
- جامع بیان العلمی و فضلی وما یانبغی فی ریوایاتهی ("مجموعه افشای ماهیت دانش و شایستگی عظیم آن و آنچه در فرآیند روایت و انتقال آن لازم است").
- الکافی فی مذهب مالک («کافی در مکتب فقه مالکی»);
- الکونه («الفاظ»)
- المغازی (جنگها)
- القصد والامام فی نسب العرب والعجم («شجره نامه‌های عرب و عجم»).
- الشواهد فی إثبات خبر الوحید («شواهد پشتیبان برای حفظ گزارشهای تک نفره [به عنوان منبعی برای احکام حقوقی]»);
- التمهید لما فی المواته من المعانی والاسانید ("تسهیل معانی و زنجیره‌های انتقال یافت شده در مواتة مالک").
- التقاسی فی اختصار الموطاء («بررسی تفصیلی در تلخیص الموطاء»).